# Hartmannstraße 10 (Bad Kissingen)

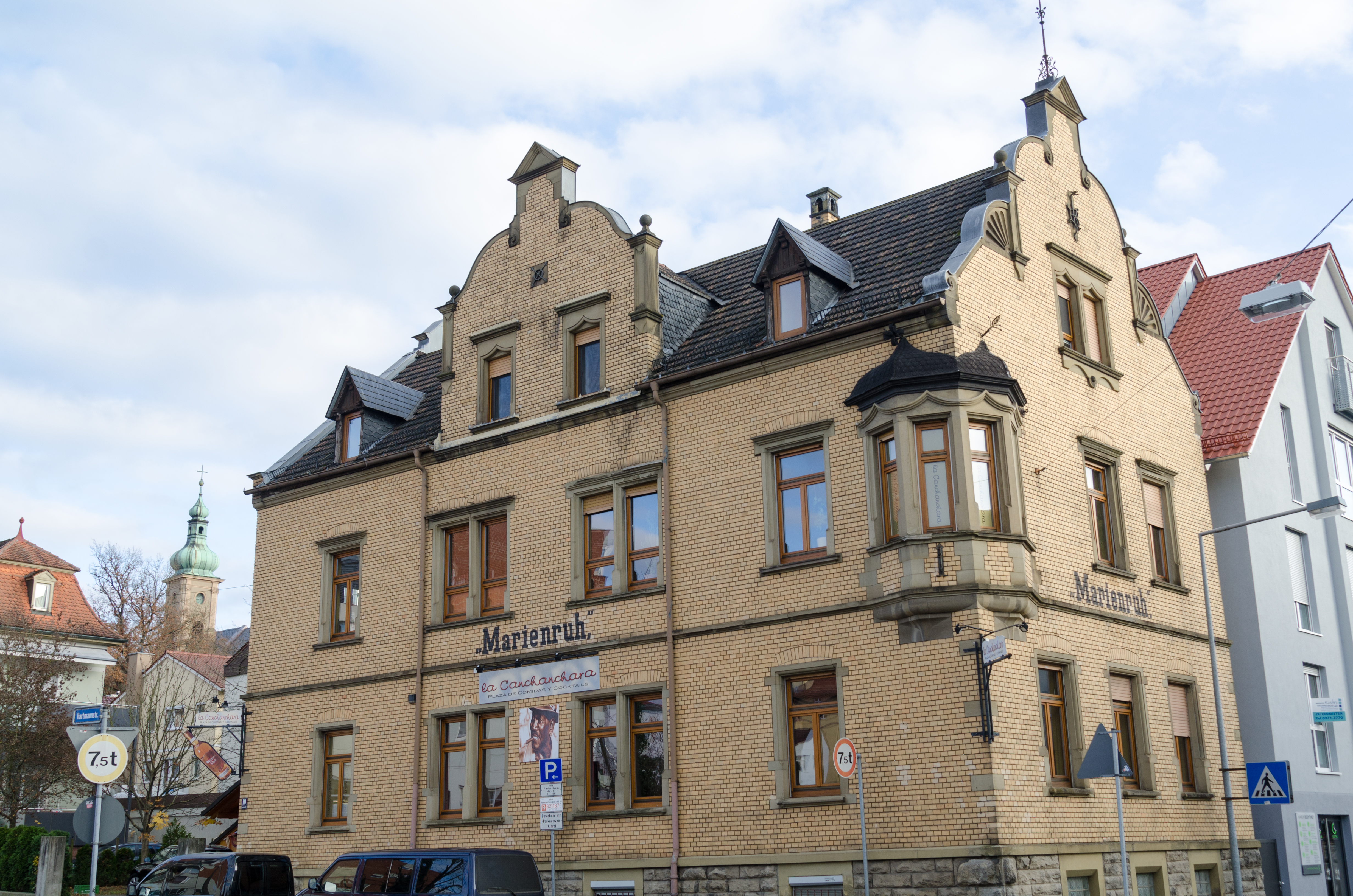
Hartmannstraße 10 in Bad Kissingen

Das Anwesen in der Hartmannstraße 10 in der Hartmannstraße in Bad Kissingen, der Großen Kreisstadt des unterfränkischen Landkreises Bad Kissingen, gehört zu den Bad Kissinger Baudenkmälern und ist unter der Nummer D-6-72-114-291 in der Bayerischen Denkmalliste registriert.

## Geschichte
Das als Wohngebäude angelegte Anwesen mit dem Namen Marienruh wurde im Jahr 1899 vom Architekten Andreas Kiesel im historistischen Stil errichtet. Bei dem Anwesen handelt es sich um einen zweigeschossigen Klinkerbau mit Satteldach in Ecklage, mit Erker, Ziergiebeln und Sandsteingliederung. Die Hausteinelemente des Gebäudes sind leicht gotisierend; die Ziergiebel haben einen der Neurenaissance entsprechenden Aufbau. Der Zierrat ist nur sparsam eingesetzt.
Heute befindet sich in dem Anwesen eine Gaststätte.